# E-One Titan-crashtender

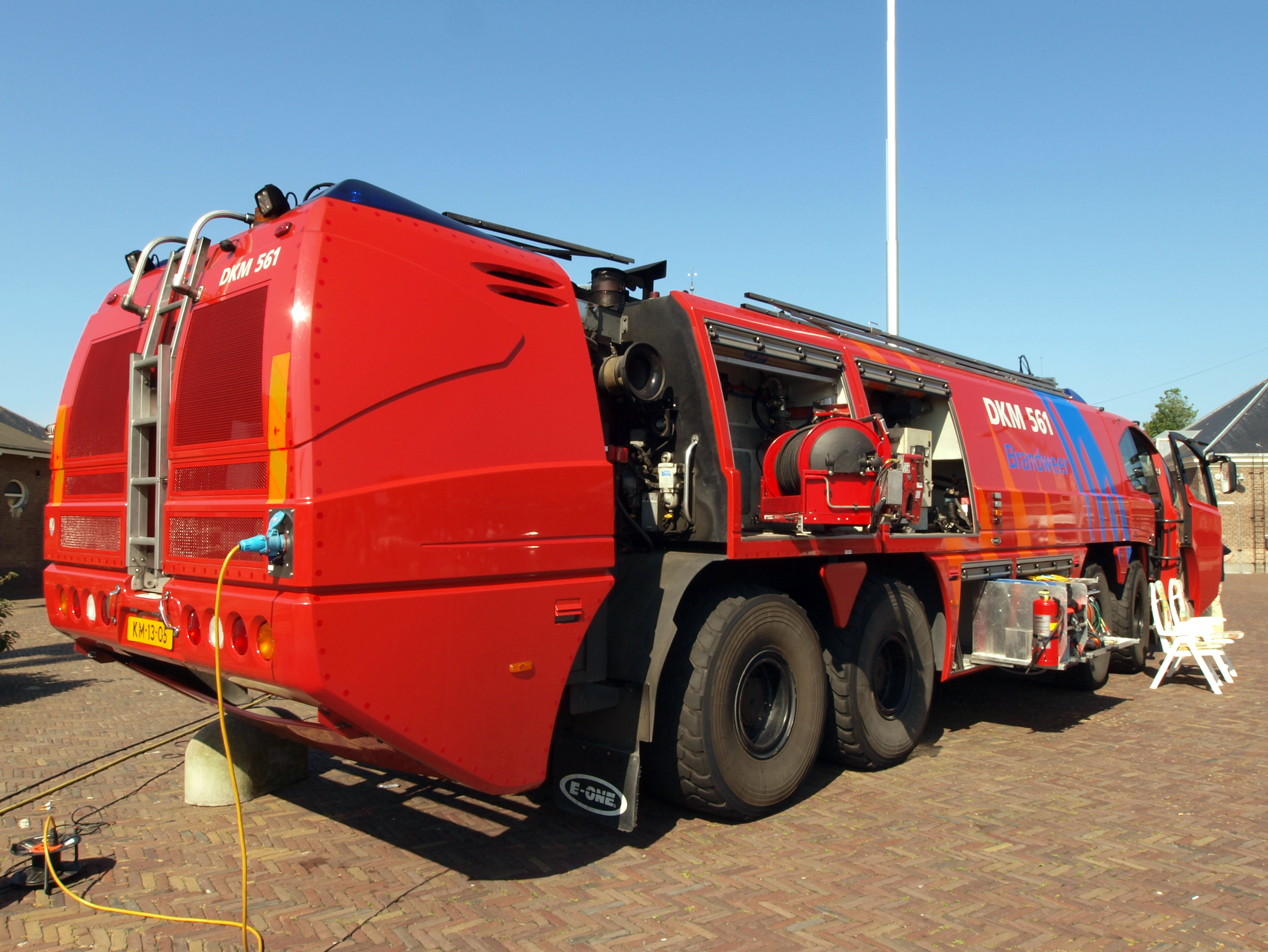
Marine crashtender

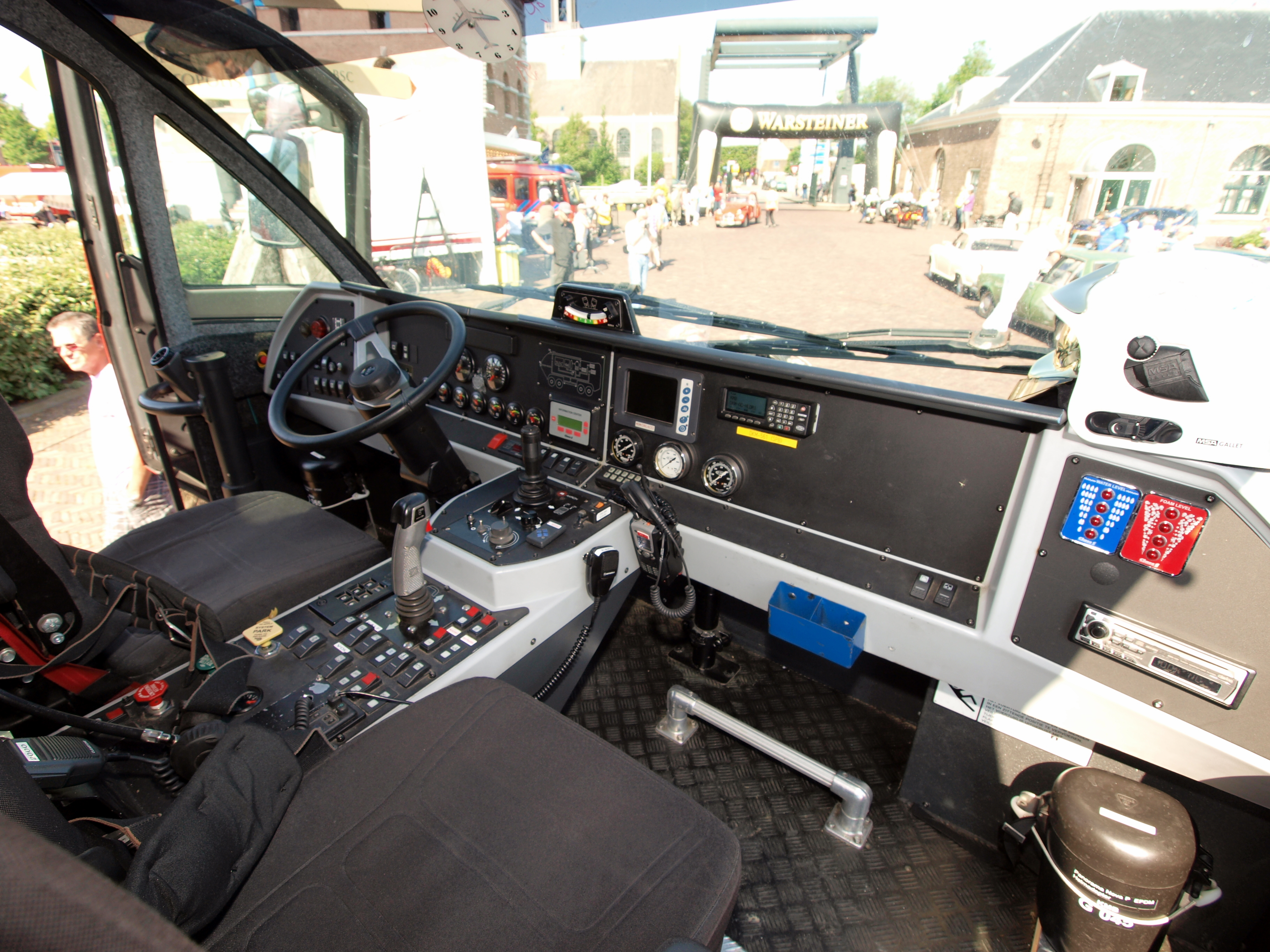
Cabine van de E-One Titan

De E-One Titan-crashtender is een speciaal type brandweervoertuig dat voornamelijk ingezet wordt voor de bestrijding van vliegtuigbranden op vliegvelden. Het blusvoertuig is ook inzetbaar voor het bestrijden van andere soorten branden. Vanaf 2003 zijn deze voertuigen in Nederland in gebruik op de Luchthaven Schiphol (9), Groningen Airport Eelde (2) en bij het ministerie van Defensie (26).

## Inleiding
In 2003 maakte het ministerie van Defensie bekend nieuwe crashtenders aan te gaan schaffen in samenwerking met Schiphol. De luchtmacht en marine zijn tot aanschaf overgegaan, omdat de toenmalige voertuigen na twintig jaar technisch verouderd waren en omdat de militaire regelgeving is aangescherpt, hetgeen de beschikbaarheid van meer blusmiddelen vereist. Schiphol ging tot vervanging over ter voorbereiding op de toekomstige ontwikkelingen in de burgerluchtvaart: grotere vliegtuigen met veel meer passagiers, wat extra blusstof en speciale voorzieningen nodig maakt. Er zijn er bij de Amerikaanse onderneming E-One in totaal 35 crashtenders besteld, waarvan 23 voor de luchtmacht, 3 voor de marine en 9 voor de Luchthaven Schiphol.

## Technische details
De wagens zijn een ontwerp van Emergency One (E-One), Amerika's grootste brandweerautofabrikant. De gehele opbouw is gemaakt van glasvezel versterkt polyester van de Nederlandse Plastisol fabriek. De assemblage vond plaats bij Kenbri.
Het voertuig heeft acht wielen die alle aangedreven worden (8×8). De turbodieselmotor heeft een cilinderinhoud van 24 liter verdeeld over 12 cilinders opgesteld in V-vorm. Het vermogen is 1.005 pk (750 kW) bij 2.100 toeren per minuut. Het leeggewicht bedraagt 27,4 ton en geladen komt het gewicht uit op circa 42 ton. Ondanks het hoge gewicht kan het voertuig van stilstand naar 80 km/u accelereren binnen 25 seconden. De maximumsnelheid ligt op 125 km/u. Er kan 348 liter brandstof worden meegenomen.
De crashtenders beschikken over circa 11.700 liter water, 750 liter schuimvormend middel en 250 kg bluspoeder. Het pompsysteem heeft een capaciteit 7.950 l/min bij een druk van 14,5 bar. Ze hebben drie uitzwenkbare slanghaspels, een hogedrukhaspel, een middendrukhaspel en een poederhaspel. De worplengte van het dakkanon is 76 meter met 5000 l/min bij 14 bar. In de beschikbare kastruimte zijn onder meer reddingsgereedschap, aanvalskorven, een pomppaneel en een aggregaat ondergebracht. De cabine biedt ruimte aan maximaal vier brandweerlieden.
De E-One crashtender is een schuimblusvoertuig dat met name wordt ingezet op plaatsen waar een brandbare vloeistof over een groot oppervlak kan branden, zoals op vliegvelden of bij olieraffinaderijen.

## In gebruik

### Ministerie van Defensie
Op 17 april 2003 zijn de eerste voertuigen van de Koninklijke Luchtmacht, de Koninklijke Marine en Amsterdam Airport Schiphol op de vliegbasis Woensdrecht geïntroduceerd. De luchtmacht zet deze blusvoertuigen voor vliegtuigbrandbestrijding in op haar vliegbases en bij de brandweeropleidingsschool, de marine op de marinevliegkampen Valkenburg (tot de sluiting in 2006) en De Kooy. Schiphol stationeert haar voertuigen op de luchthaven. De laatste exemplaren werden in 2004 geleverd.

#### Locaties
De luchtmacht beschikt over 23 crashtenders, de marine over 2. De voertuigen staan op de volgende locaties:
- Vliegbasis Eindhoven: 5
- Brandweer Opleiding en Trainingscentrum (Vliegbasis Woensdrecht): 4
- Vliegbasis Leeuwarden: 3
- Vliegbasis Volkel: 4
- Vliegbasis Woensdrecht: 3
- Defensie Helikopter Commando (Vliegbasis Gilze-Rijen): 3
- Maritiem Vliegkamp De Kooy Den Helder: 3
- Militair Luchtvaartterrein Deelen: 1

#### Inzet
Defensie zette de E-Ones de afgelopen jaren meermalen in bij branden buiten militaire terreinen. Dit gebeurde onder meer bij een industriebrand in Veghel, een brand in een timmerfabriek in Someren en bij heidebranden nabij Heeze en Woensdrecht. In januari 2011 zijn ook 4 crashtenders ingezet voor een grote brand bij Chemie-Pack in Moerdijk.

### Luchthaven Schiphol
Van de negen E-One’s op Schiphol zijn er twee uitgerust met een blusarm ((en)  snozzle). De twee crashtrucks met blusarm hebben iets kleinere tanks met 9.000 liter water en 550 liter schuimvormend middel. Met de blusarm kan op grotere hoogte geblust worden. Verder kan het een gat in de vliegtuigromp maken, waardoorheen 800 liter blusstof per minuut naar binnen kan worden gespoten. Deze optie is mogelijk voor bagageruimen of vrachtvliegtuigen, maar ook voor passagiersvliegtuigen waarvan de inzittenden reeds geëvacueerd zijn. Alle negen voertuigen zijn voorzien van een Fireco-lichtmast met een vermogen van 8000 watt. Met de E-One’s kan ruimschoots worden voldaan aan de eisen om binnen drie minuten een 90% brand meester situatie te creëren.

## Ongeval
Op 3 maart 2007 is een E-One crashtender van de Koninklijke Luchtmacht gekanteld op de vliegbasis Soesterberg op het moment dat men over de startbaan reed. Bij het ongeval zijn twee leden van de jeugdbrandweer Deventer, die met het voertuig meereden, gewond geraakt. De crashtender is enige dagen later met behulp van een telescoopkraan en een zware sleepwagen weer op zijn wielen gezet.